# Koosje van Voorn
Cornelia „Koosje” van Voorn (ur. 15 stycznia 1935 w Groningen, zm. 5 sierpnia 2018 w Scheveningen), holenderska pływaczka, srebrna medalistka olimpijska z Helsinek.
Specjalizowała się w stylu dowolnym. Zawody w 1952 były jej jedynymi igrzyskami olimpijskimi i zajęła drugie miejsce w sztafecie 4 × 100 metrów stylem dowolnym. Tworzyły ją ponadto Marie-Louise Linssen-Vaessen, Hannie Termeulen i Irma Heijting-Schuhmacher.